# Winenne
Winenne (en wallon Yinene) est une section de la ville belge de Beauraing située en Wallonie dans la province de Namur.
C'était une commune à part entière avant la fusion des communes de 1977.

## Étymologie
Le nom de Winenne trouve son origine dans le mot latin Odsonina signifiant ferme d'Odso(n).

## Évolution démographique
- Source: DGS, 1831 à 1970=recensements population, 1976= habitants au 31 décembre

## Liste des bourgmestres de 1830 à 1977
- Robert Belot, de 1965 à 1977, (PSB).